# Kalervo Rankama
Kaarlo Kalervo Rankama (till 1934 Rangell), född 22 februari 1913 i Helsingfors, död där 10 mars 1995, var en finländsk geolog.
Rankama blev filosofie doktor 1944, verkade vid University of Chicago 1947–50 och var personlig e.o. professor i mineralkemi vid Helsingfors universitet 1950–79. Han utmärkte sig genom sin forskning rörande tantalets och niobets geokemi i några finländska mineral och var en pionjär inom isotopgeologin; han studerade redan 1948 kol-13 i arkeiska grafitförekomster med masspektrometer och påvisade att det förekommit organiskt material i det finländska urberget redan under arkeikum. Han studerade även glaciärbildningar, särskilt i Australien och på Antarktis.

## Fotnoter
1. ↑  Gemeinsame Normdatei, läst: 7 maj 2014.[källa från Wikidata]
2. ↑  Bibliothèque nationale de France, BnF Catalogue général : öppen dataplattform, id-nummer i Frankrikes nationalbiblioteks katalog: 12987328j.[källa från Wikidata]
3. ↑  Nationalencyklopedin, Nationalencyklopedin-ID: kalervo-rankamanationalencyklopedin, läst: 9 oktober 2017.[källa från Wikidata]
4. ↑  Matti Klinge (red.), Kansallisbiografia, Finska litteratursällskapet och Finska historiska samfundet, Finlands nationalbiografi-ID: 7209, läst: 9 oktober 2017.[källa från Wikidata]
5. ↑  KANTO – Kansalliset toimijatiedot, Nationalbiblioteket, KANTO-ID: 000056410, läs online.[källa från Wikidata]
6. ↑  Gemeinsame Normdatei, läst: 14 mars 2015.[källa från Wikidata]
7. ↑  Tjeckiska nationalbibliotekets databas, NKC-ID: mub2015867935, läst: 16 december 2022.[källa från Wikidata]
8. ↑  Mindat.org : The Mineral and Locality Database.[källa från Wikidata]